# Catedral de San Pedro (Vic)
La  Catedral de San Pedro (en catalán Sant Pere) de Vic, oficialmente Catedral de San Pedro apóstol, está situada en la provincia de Barcelona (España). Es un templo religioso y sede de la diócesis de la localidad del mismo nombre. Se caracteriza porque atraviesa en sus diferentes estilos gran parte de la historia arquitectónica europea, desde el románico, hasta el neoclásico, pasando por el gótico pleno, el tardío y el barroco. 

## Historia
La catedral inicial fue construida durante el episcopado del abad Oliba, obispo de Vic (1018 y 1046) en estilo románico, siendo consagrada en 1038 por el arzobispo Wifredo de Narbona. De esta etapa se conservan la torre del campanario y la cripta, cuyos capiteles pertenecen a un templo anterior.
El claustro data del siglo XIV, destacando en él la columnación y los capiteles, en un marcado estilo gótico. A este estilo pertenece también el retablo mayor, aunque de un gótico más tardío, pues data del siglo XV. Ya en el barroco se incluye la capilla de San Bernardo.
Sin embargo, la mayor ampliación se produce entre 1781 y 1803, período en el que se realiza la remodelación del templo a manos de Josep Moretó i Codina quien le dio su actual carácter neoclásico. De esta etapa data la actual portada de la catedral. En 1891 abre sus puertas el Museo Episcopal de Vic, justo en frente de la catedral y sobre su anterior claustro, que recoge algunas obras inicialmente situadas en la catedral.
Ya en el siglo XX, destacan las pinturas murales del interior de Josep Maria Sert. En 1931 la catedral es declarada Monumento Histórico Artístico, pero poco después, en los primeros años de la guerra civil española, la catedral es incendiada por milicianos del bando republicano provocando el derrumbe de parte del edificio y la destrucción de gran parte de su patrimonio, siendo restaurada durante la posguerra. 

## Características

### Exterior

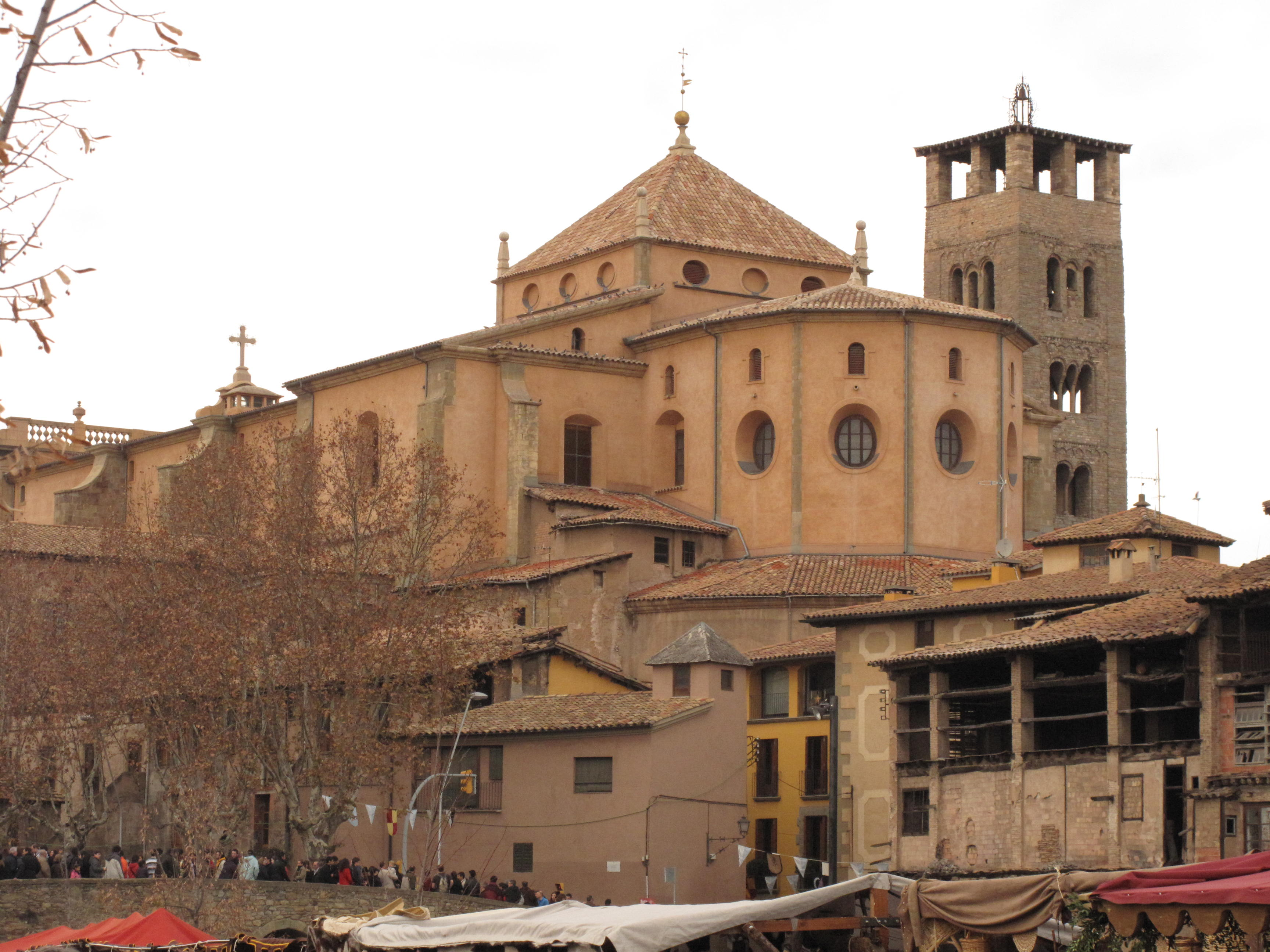
Exterior y torre románica

La fachada de la catedral pertenece a la remodelación de 1803, presentando un aspecto neoclásico. En su parte superior, se sitúa un rosetón central, flanqueado por dos ventanas. Cada entrada de luz se corresponde en la parte inferior de la fachada con una portada. Destaca la central, que descansa sobre dos pares de columnas dóricas y sobre la que se sitúa una figura de la virgen. Las tres portadas contienen arquivoltas de la antigua fachada románica.
El campanario es de mediados del siglo XI, y presenta rasgos del románico lombardo. Su planta es cuadrada, manteniendo su forma desde los cimientos, hasta la parte superior, a 46 metros de altura. Está dividido en seis pisos o cuerpos, separados por franjas de piedra entre los que se sitúan los ventanales

### Interior

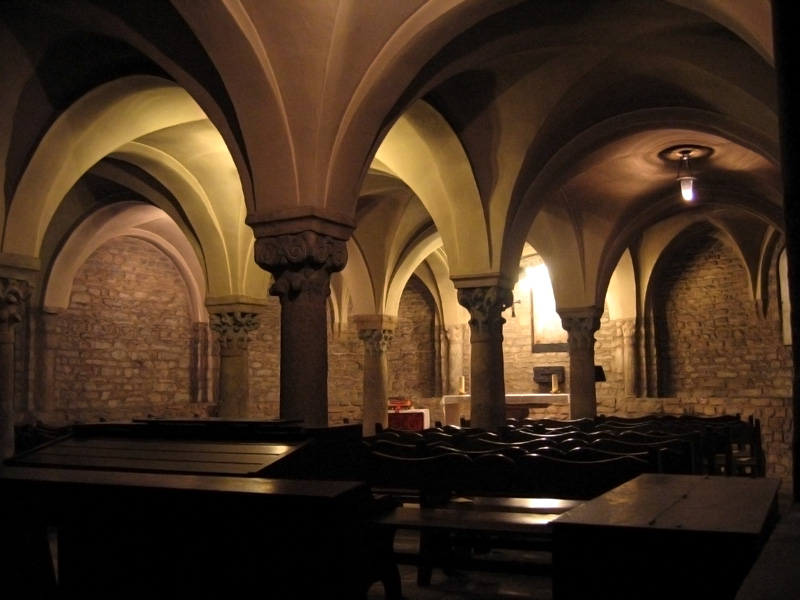
Cripta

Lo primero que destaca del interior del templo son las extensas pinturas murales de Josep Maria Sert, que representan escenas evangélicas como la Redención, y que datan de 1930.
En la girola de la catedral, tras el actual retablo mayor, se conserva el primitivo, de estilo gótico. Del 1420, es obra de Pere Oller. Está dedicado a Santa María y a San Pedro, y junto a él se encuentra la tumba del obispo Oliba.
El claustro se sitúa al lado de la catedral, y está formado por dos pisos. El superior es del siglo XIV, de estilo gótico y se atribuye a los maestros Despuig, Lardenosa y Valls. Destaca el labrado de los capiteles de sus columnas. El inferior, del siglo XII y de estilo románico, contiene en su centro una escultura del filósofo Jaime Balmes, realizada por Josep Bover en 1865. Desde este piso se accede a la sala capitular, del siglo XIV, de la que destaca su bóveda octogonal que trasmite el peso a los muros de planta cuadrada.
La cripta de la catedral es lo único, junto al campanario, que se mantiene de la catedral románica inicial. Su consagración se realizó en 1038, y los capiteles de sus columnas son aún más antiguos, habiendo pertenecido a la antigua catedral prerrománica.

## Visita
La catedral puede visitarse de lunes a domingo, de diez a una de la mañana y de cuatro a siete de la tarde. La tarifa general es de 2€, para mayores de 65 años y para grupos de mínimo ocho personas es de 1€ y gratuita para niños menores de 10 años.
El museo abre sus puertas de martes a viernes, de 10:00 a 19:00 h en primavera y verano, y de 15:00 a 18:00 h en otoño e invierno; los sábados de 10:00 a 19:00 h y los domingos y festivos de 10:00 a 14:00 h.